# Melioidos
Melioidos är en infektionssjukdom orsakad av den gramnegativa bakterien Burkholderia pseudomallei och är i princip endemisk till Sydostasien och Australien. Bakterien finns i jorden och smittar vanligen via vatten i samband med regnperioder. Enstaka importerade fall förekommer i Sverige.